# Фрідріх фон Айзенгарт
Йоганн Фрідріх фон Айзенгарт (нім. Johann Friedrich von Eisenhart; 23 жовтня 1769, Берлін — 25 серпня 1839, Берлін) — німецький офіцер, генерал-майор Прусської армії. Кавалер ордена Pour le Mérite.

## Біографія
Представник знатного бранденбурзького роду. Син військового радника, землевласника, директора поліції та міського президента Берліна Йоганна Фрідріха фон Айзенгарта (25 січня 1733 — 19 липня 1804) і його дружини Йоганни Доротеї, уродженої де Вітт (5 серпня 1741 — 16 серпня 1822).
Спочатку він відвідував гімназію Йоахімсталя, а потім школу при монастирі Берге. 17 липня 1787 року вступив до університету Галле, де вивчав медицину. Однак він вважав за краще піти в армію і 1 травня 1788 став юнкером 3-го гусарського полку. Там він став корнетом 12 лютого 1790 року та другим лейтенантом 12 листопада 1792 року. Під час війни Першої коаліції він бився у битві при Кайзерслаутерні та у битвах при Занкт-Менегульді, Гундерсгаймі та Альберсвайлері. 8 квітня 1793 року він отримав очікування посади каноніка в Магдебурзі на знак визнання його хоробрості.
Після війни, 7 липня 1803 року, він був підвищений до першого лейтенанта гусарського полку. У війні Четвертої коаліції він бився у битвах при Кобурзі, Варені, Шверіні, Рацебурзі та Любеку. 6 травня 1807 року він приєднався до штабу генерал-лейтенанта Гебгарда Леберехта фон Блюхера як штабсротмістр. 20 жовтня 1808 року став повним ротмістром. Він був призначений до 1-го Бранденбурзького гусарського полку 20 березня 1809 року, а 12 липня 1809 року став командиром ескадрону. 19 березня 1812 року його зробили майором, але 16 жовтня 1812 року перевели в жандармерію.

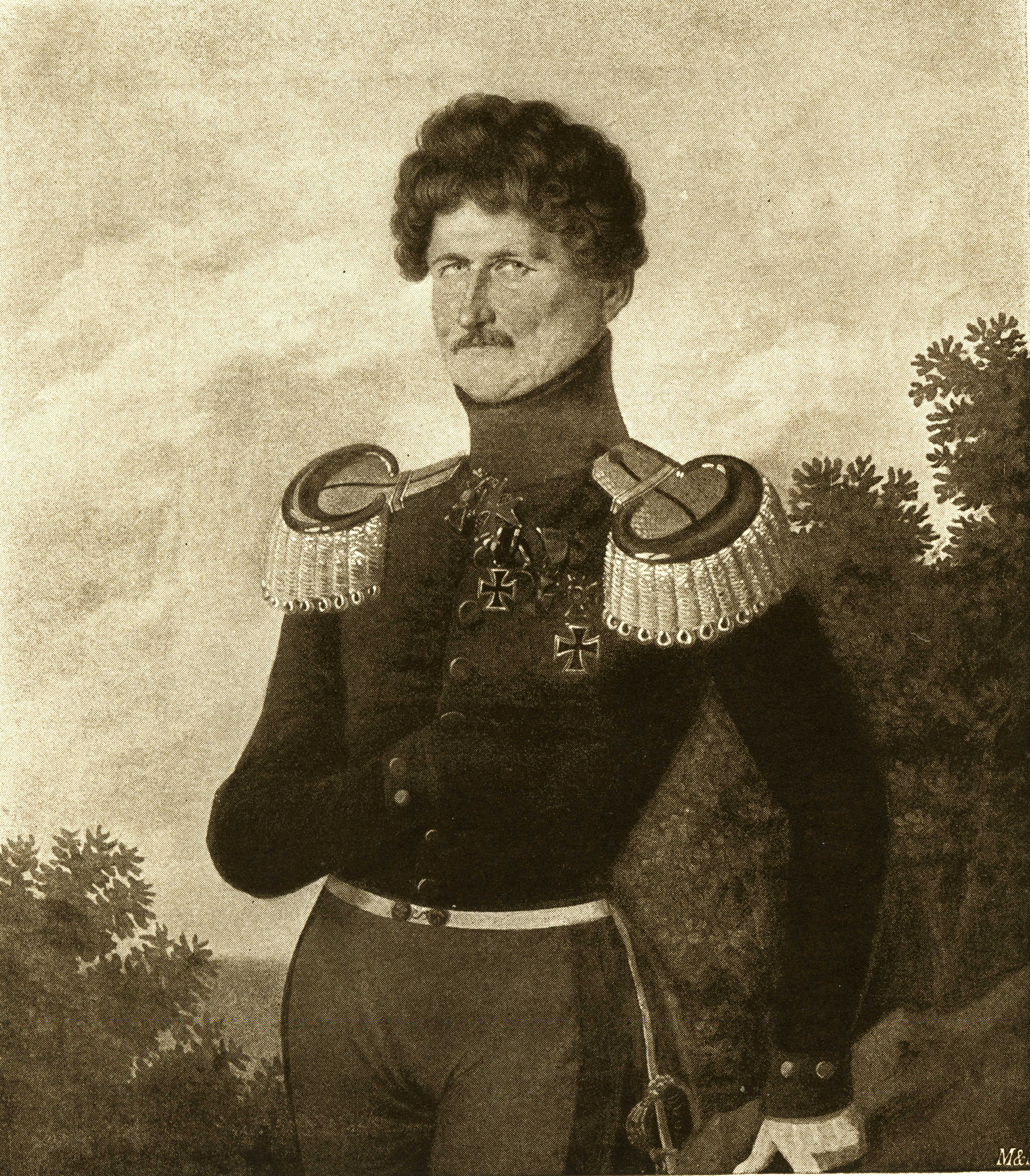
Генерал-майор фон Айзенгарт (до 1839).

Незабаром, 27 жовтня 1812 року, його призначили окружним бригадиром жандармерії в Позені. Напередодні Визвольних війн 6 травня 1813 року призначений бригадиром Ноймаркського ландверу. Бився у битві при Єнсдорфі. Він також брав участь в облозі Торгау, Віттенберга та Магдебурга. 4 листопада 1814 року його призначено бригадиром кавалерії 2-ї Курмаркської дивізії ландверу. 6 серпня 1815 року він приєднався до Позенського ландверу як бригадир, але вже 25 серпня 1815 року його призначили командиром 4-го уланського полку. 3 жовтня 1815 року його зробили оберстлейтенантом, а 30 березня 1819 року — оберстом. 27 травня 1831 року його звільнено у відставку в чині генерал-майора з пенсією у 1750 талерів. Крім того, 4 лютого 1832 року він дістав дозвіл носити генеральську форму, хоча й без знаків розрізнення дійсної служби. Він помер у Берліні 25 серпня 1839 року. 27 серпня 1839 року його тіло перевезли до Ліцова в районі Регенвальде і там поховали.

## Сім'я
31 липня 1808 року одружився в Трептові-ан-дер-Рега з Беатою Шарлоттою Геленою фон Роте (28 травня 1788 — 18 серпня 1846). У пари народились 7 дітей:
- Марія Шарлотта Кароліна Гелена (10 грудня 1809 — 13 грудня 1813)
- Фрідріх Адольф (10 лютого 1811 — 6 квітня 1814) — хрещеник генерала фон Блюхера.
- Фрідріх Фердинанд Людвіг (27 червня 1815 — 9 квітня 1880) — ротмістр, директор ландшафту і власник маєтку Ліцов.
- Йоганн Карл Фрідріх (30 липня 1818)
- Фрідріх Рудольф (30 липня 1819 — 24 листопада 1880) — радник юстиції.
- Ганс Фрідріх Філіпп Віктор Сигізмунд (16 січня 1822 — 24 листопада 1886) — ротмістр і почесний лицар ордена Святого Йоанна.
- Філіппіна Йоганна Гелена (28 червня 1826 — 6 січня 1896)

З 18 лютого 1835 року Фрідріх та троє його синів отримали право носити об'єднане прізвище Айзенгарт-Роте.

## Нагороди
- Pour le Mérite (11 травня 1807)[2]
- Залізний хрест 2-го і 1-го класу
- Орден Святої Анни 2-го ступеня (Російська імперія)
- Орден Святого Володимира 4-го ступеня (Російська імперія)
- Хрест «За вислугу років» (Пруссія) (25 років; 18 липня 1825)